# Łomasze
Łomasze (błr. Ломашы, Lomaszy; ros. Ломаши, Łomaszy) – agromiasteczko na Białorusi, w obwodzie witebskim, w rejonie głębockim, 54 km na północny wschód od Głębokiego. Wchodzi w skład sielsowietu Łomasze. W pobliżu biegnie droga R45 wybudowana w latach 60. XX wieku oraz linia kolejowa Królewszczyzna–Połock, przy której znajduje się stacja kolejowa Zahacie.

## Historia
W okresie międzywojennym wieś a następnie kolonie Łomasz I, Łomasze II i Łomasze III leżały w granicach II Rzeczypospolitej w gminie Orzechowo, a od 1923 roku w gminie wiejskiej Prozoroki, w powiecie dziśnieńskim, w województwie wileńskim.
Według Powszechnego Spisu Ludności z 1921 roku zamieszkiwało tu 35 osób, 5 było wyznania rzymskokatolickiego a 30 prawosławnego. Jednocześnie 10 mieszkańców zadeklarowało polską, 25 białoruską przynależność narodową. Było tu 6 budynków mieszkalnych. 
W 1931 kolonię:
- Łomasze I w 12 domach zamieszkiwało 51 osób[3].
- Łomasze II w 8 domach zamieszkiwało 30 osób[3]
- Łomasze III 6 domach zamieszkiwało 33 osoby[3]

Po agresji ZSRR na Polskę w 1939 roku kolonie znalazły się pod okupacją sowiecką, w granicach BSRR. W latach 1941–1944 były pod okupacją niemiecką. Następnie leżały w BSRR. Od 1991 roku w Republice Białorusi. W 1999 r. miejscowość zamieszkiwało 582 mieszkańców w 227 domach.

## Parafia rzymskokatolicka
Wieś leży w parafii Wniebowzięcia Najświętszej Maryi Panny w Prozorokach.